# Archidiocèse de Dili
L' archidiocèse de Dili (latin : Archidioecesis Diliensis) est une Église particulière de l'Église catholique au Timor oriental ayant pour siège la ville de Dili. Le diocèse de Dili est érigé le 4 septembre 1940 à partir du diocèse de Macao. Le diocèse de Baucau en est séparé en 1996 et le Diocèse de Maliana en 2010. 
Il est élevé au rang d'archidiocèse métropolitain lorsqu'est érigée la province ecclésiastique de Dili le 11 septembre 2019. Il reçoit comme suffragants les diocèses de Baucau et de Maliana. 
Les séminaristes du diocèse sont formés au séminaire Saint-Pierre-et-Saint-Paul de Dili. 

## Ordinaires

### Évêques
- Jaime Garcia Goulart, de 1945 à 1967.
- José Joaquim Ribeiro (pt), de 1967 à 1977.
  - Martinho da Costa Lopes, administrateur apostolique, de 1977 à 1983.
- Carlos Filipe Ximenes Belo, sdb, administrateur apostolique, de 1983 à 2002.
  - Basilio do Nascimento, administrateur apostolique, de 2002 à 2004.
- Alberto Ricardo da Silva, de 2004 à 2015.
  - Basilio do Nascimento, administrateur apostolique, du 9 février 2015 au 30 janvier 2016
- Virgilio do Carmo da Silva, sdb, 30 janvier 2016-11 septembre 2019, nommé archevêque de Dili

### Archevêques
- Virgilio do Carmo da Silva, sdb, depuis le 11 septembre 2019, précédemment évêque de Dili